# Lonah Chemtai Salpeter
Lonah Chemtai Salpeter (* 12. prosince 1988) je izraelská atletka původem z Keni, běžkyně na dlouhé tratě, mistryně Evropy v běhu na 10 000 metrů z roku 2018.

## Sportovní kariéra
Pochází z Keni, do Izraele přišla v roce 2008 jako vychovatelka dětí keňského velvyslance v Izraeli. Původně se věnovala středním tratím, od roku 2014 maratonu. V tomto roce se provdala za svého trenéra Dana Salpetera. Startovala v maratonu na olympiádě v Rio de Janeiro, ale nedoběhla. Na mistrovství Evropy v roce 2018 zvítězila v běhu na 10 000 metrů. Startovala také na poloviční trati, zde omylem finišovala o kolo dříve. Poté doběhla až čtvrtá a následně byla diskvalifikována za vyšlápnutí z trati.